# CPLX2
CPLX2 (англ. Complexin 2) – білок, який кодується однойменним геном, розташованим у людей на короткому плечі 5-ї хромосоми. Довжина поліпептидного ланцюга білка становить 134 амінокислот, а молекулярна маса — 15 394.
| 10         |  | 20         |  | 30         |  | 40         |  | 50         |
| ---------- |  | ---------- |  | ---------- |  | ---------- |  | ---------- |
| MDFVMKQALG |  | GATKDMGKML |  | GGEEEKDPDA |  | QKKEEERQEA |  | LRQQEEERKA |
| KHARMEAERE |  | KVRQQIRDKY |  | GLKKKEEKEA |  | EEKAALEQPC |  | EGSLTRPKKA |
| IPAGCGDEEE |  | EEEESILDTV |  | LKYLPGPLQD |  | MFKK       |  |            |

A: Аланін

C: Цистеїн

D: Аспарагінова кислота

E: Глутамінова кислота

F: Фенілаланін

G: Гліцин

H: Гістидин

I: Ізолейцин

K: Лізин

L: Лейцин

M: Метіонін

P: Пролін

Q: Глутамін

R: Аргінін

S: Серин

T: Треонін

V: Валін

Кодований геном білок за функцією належить до фосфопротеїнів. 
Задіяний у таких біологічних процесах, як транспорт, диференціація клітин, нейрогенез, екзоцитоз. 
Локалізований у цитоплазмі.